# Друга личка пролетерска ударна бригада
Друга личка пролетерска народно-ослободилачка ударна бригада је формирана 19. августа 1942. године, у Лаудоновом гају код Бунића, као Друга бригада Прве оперативне зоне Хрватске, од батаљона из личких партизанских одреда — „Стојан Матић”, „Огњен Прица”, „Мићо Радаковић” и „Ударног батаљона”, укупне јачине око 1.200 бораца.
Први командант бригаде био је Милан Шакић Мићун, а политички комесар Петар Бабић, народни херој.
Новембра 1942. године бригада је ушла у састав Шесте личке дивизије, а 19. марта 1944. године је проглашена „пролетерском”.
За заслуге у току Народноослободилачке борбе, одликована је Орденом народног ослобођења, Орденом партизанске звезде и Орденом братства и јединства, а поводом тридесетпетогодишњице формирања Шесте личке пролетерске дивизије „Никола Тесла”, 21. јула 1977. године и Орденом народног хероја.

## Називи бригаде
Током постојања бригада се користила и другим алтернативним називима — Друга бригада Прве оперативне зоне Хрватске, Друга ударна бригада НОВ Хрватске и Друга бригада Шесте личке дивизије.

## Борбени пут Друге личке бригаде
Одмах после формирања, у сарадњи с по једним батаљоном Првог и Трећег личког партизанског одреда, од 22. до 24. августа, не успешно је нападала усташко-домобранску посаду у Удбини и претрпела тешке губитке (285 избачених из строја). Наредбом Главног штаба НОВ и ПО Хрватске од 14. септембра 1942, добила је назив Друга ударна бригада Хрватске, а од народа и бораца прозвана је Друга личка бригада.
После успешних борби на подручју перушићког котара, у октобру је, по наређењу Главног штаба НОВ и ПО Хрватске, упућена на Кордун. Тада је у њен састав ушла Прва личка омладинска женска чета, јачине 75 омладинки, које су распоређене по јединицама бригаде. У сарадњи с једним батаљоном Четврте кордунашке бригаде, код Полоја је 17. октобра разбила италијански коњички пук и 81. батаљон, због чега ју је похвалио Главни штаб НОВ и ПО Хрватске. Ноћу између 23. и 24. октобра, такође у сарадњи с Четвртом кордунашком бригадом, разбила је усташко-домобранску посаду у Тушиловићу, када је погинуло 55 и заробљено 427 непријатељских војника и заплењена велика количина оружја и муниције,
У току Бихаћке операције, ослободила је више села, а 3. новембра и Личко Петрово Село, где је уништила 31. усташку бојну. Затим је гонила разбијеног непријатеља на север, и учествовала у ослобађању Слуња. Када је, 22. новембра 1942. године, наредбом Врховног штаба НОВ и ПОЈ, формирана Шеста личка дивизија, ушла је у њен састав и остала у њој до краја рата. После неуспелог напада на Двор на Уни (26/27. новембра), бригада се у саставу дивизије вратила у Лику, ослободила Ловинац (25. децембра), и заједно с Првом личком ударном бригадом, ноћу 14/15. јануара 1943, напала италијанску и четничку посаду у Грачацу. Тада се посебно истакао њен Ударни батаљон, који је успео да се пробије у град, а затим био опкољен у две зграде, из којих је у току дана одбио око 20 јуриша и покушаја италијанских војника и четника да га униште, да би се у јуришу пробио из окружења.
Веома жестоке борбе бригада је водила у Четвртој непријатељској офанзиви на правцима Лички Осик-Бунић и Врховине-Кореница; после разбијања ове офанзиве, на подручју Лике водила је успешне борбе на ширем подручју Госпића, и ноћу 2/3. маја учествовала је у неуспелом нападу на овај град.
По наређењу Главног штаба НОВ и ПО Хрватске, упућена је, почетком јуна 1943. године, на простор Книн-Врлика, где је, под командом Штаба Книнског сектора, остала целог лета, и у сарадњи с Десетом крајишком ударном бригадом и Личком партизанским одредом ослободила Кијево (26. јула), Врлику (5. августа), Маовице и Штиково, и одбила више напада јаких италијанских и четничких снага из Книна. У септембру се вратила у Лику и наставила да делује на комуникацију Доњи Лапац-Грачац, а затим и на подручју између Госпића и Грачаца.
У саставу Шесте личке дивизије кренула је, 12. новембра, за Босну, и до краја године борила се око Травника, Зенице и Шујице против њемачких, усташких и домобранских јединица. Почетком 1944. године, пребачена је у Дрвар, због осигурања Врховног штаба НОВ и ПОЈ и напада на непријатељски саобраћај на путу Бихаћ-Доњи Лапац-Книн. Кад је, 19. марта 1944. године, Шеста личка дивизија добила назив пролетерска, и бригада је постала пролетерска. У Дрварској операцији, маја 1944. упорним обрамбеним борбама бригада је спречавала продор немачких снага од Срба према Дрвару, и борила се на путу Босански Петровац-Дрвар, а затим је учествовала у нападу на Ливно (2/3. јула).
С подручја Гламоча, у саставу Шесте личке пролетерске дивизије „Никола Тесла”, кренула је 20. јула за Србију, у коју је стигла после 43 дана непрекидног марша и борби, нарочито код Немиле, на реци Босни (28/29. јула), на Сутјесци (16. августа) и на Пивској планини (21-25. августа). Иако исцрпљена и бројно знатно ослабљена, дала је значајан допринос у разбијању четника код Ужичке Пожеге, на Јеловој гори и на Маљену, а потом и у ослобођењу Ваљева. Тада су њене проређене редове попунили нови борци из Србије.
У Београдској операцији, октобра 1944. године нападала је од правца југозапада, ослободила Рипањ и избила у Топчидер, одакле је упућена ка Авали, где се истакла у борбама приликом уништења немачке Прве брдске дивизије. После ослобођења Београда, учествовала је у борбама у Срему, одакле је, крајем новембра, враћена у Београд на једномесечни одмор и допуну.
Почетком 1945. године, упућена је на Сремски фронт, где је водила борбе код Нијемаца, Мале Вашице и Илинаца. Учествовала је у пробоју Сремског фронта, а затим у борбама за ослобођење Ђакова, Славонског Брода, на Илови и Чазми, као и за ослобођење Загреба и Ремета. Рат је завршила чишћењем Загребачке горе, у периоду од 11. до 12. маја, од остатака разбијених непријатељских јединица.

## Командни састав Друге личке бригаде
| - Команданти бригаде: - Милан Шакић Мићун — од формирања бригаде до почетка јануара 1943. године - Миле Узелац — од почетка јануара до 13. јуна 1943. године - Душан Дане Дотлић — од 13. јуна 1943. до 27. марта 1944. године - Драган Ракић — од 27. марта 1944. године до краја рата - Политички комесари бригаде: - Петар Бабић — од формирања бригаде до почетка јануара 1943. године - Ђуро Станковић — од почетка јануара до априла 1943. године - Бранко Дамјановић — од априла 1943. до децембра 1944. године - Милан Павличић — од децембра 1944. године до краја рата | - Заменици команданта бригаде: - Лазо Радаковић — од формирања бригаде до новембра 1942. године - Душан Дане Дотлић — од новембра до децембра 1942. године - Ђурађ Покрајац — од децембра 1942. до јануара 1943. године - Драган Ракић — од јануара до јула 1943. године - Данило Дамјановић Данић — од јула до септембра 1943. године - Љубомир Медић Брзица — од септембра 1943. до новембра 1944. године - Данило Уграковић — од новембра 1944. до априла 1945. године - Зменици политичког комесара бригаде: - Богдан Вујиновић — од формирања бригаде до октобра 1942. године - Симо Мрда — од октобра 1942. до октобра 1943. године - Никола Пејновић — од октобра 1943. до октобра 1944. године - Јово Хинић — од октобра 1944. до краја рата |

## Народни хероји Друге личке бригаде
Неки од бораца Друге личке пролетерске ударне бригаде одликовани Орденом народног хероја су:
- Петар Бабић, први политички комесар бригаде
- Данило Дамјановић, заменик команданта бригаде
- Дане Мајсторовић, политички делагат вода у Другој чети Ударног батаљона
- Стојан Матић, командант Првог лапачког батаљона (касније батаљон „Стојан Матић”)
- Станко Опсеница, командант Другог батаљона „Огњен Прица”
- Томица Поповић, командант Првог батаљона „Стојан Матић”
- Лазо Радаковић, заменик команданта бригаде
- Драган Ракић, командант бригаде
- Миле Узелац, командант бригаде
- Милан Шакић Мићун, први командант бригаде